# Salettes (Drôme)
Salettes é uma comuna francesa na região administrativa de Auvérnia-Ródano-Alpes, no departamento de Drôme. Estende-se por uma área de 6,98 km². Em 2010 a comuna tinha 143 habitantes (densidade: 20,5 hab./km²).